# Asheville Light Car

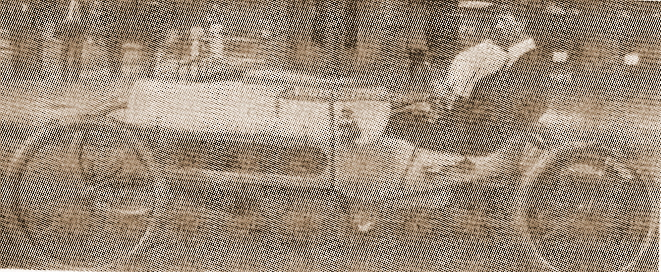
Asheville Light Car (1914)

Die Asheville Light Car Company war ein US-amerikanischer Automobilhersteller.

## Unternehmensgeschichte
E. C. Merrill gründete 1914 das Unternehmen in Asheville in North Carolina. Er stellte dort Cyclecars unter dem Namen Asheville her. 1915 endete die Produktion, als das Unternehmen aufgelöst wurde.

## Fahrzeuge
Der Asheville war ein Roadster mit relativ langer Motorhaube und zwei Sitzplätzen am Ende. Er war mit einem luftgekühlten V2-Motor von Indian ausgestattet, der 7 bhp (5,1 kW) entwickelte. Die Motorkraft wurde über ein Zweiganggetriebe und einen Flachriemen an die Hinterräder weitergeleitet. Die schmalen Drahtspeichenräder waren an Cantileverfedern aufgehängt. Der Radstand betrug 2388 mm. Das Gewicht betrug 204 kg. Der einfache Wagen kostete 450,– US-Dollar. Zum Vergleich: Ein Ford Modell T kostete im Modelljahr 1914 in der billigsten Ausführung als zweisitziger Runabout 500 Dollar.

## Modelle
| Modell    | Bauzeitraum | Zylinder | Leistung       | Radstand | Aufbauten        |
| --------- | ----------- | -------- | -------------- | -------- | ---------------- |
| Light Car | 1914–1915   | 2 V      | 7 bhp (5,1 kW) | 2388 mm  | Roadster 2 Sitze |